# Hudební divadlo Karlín

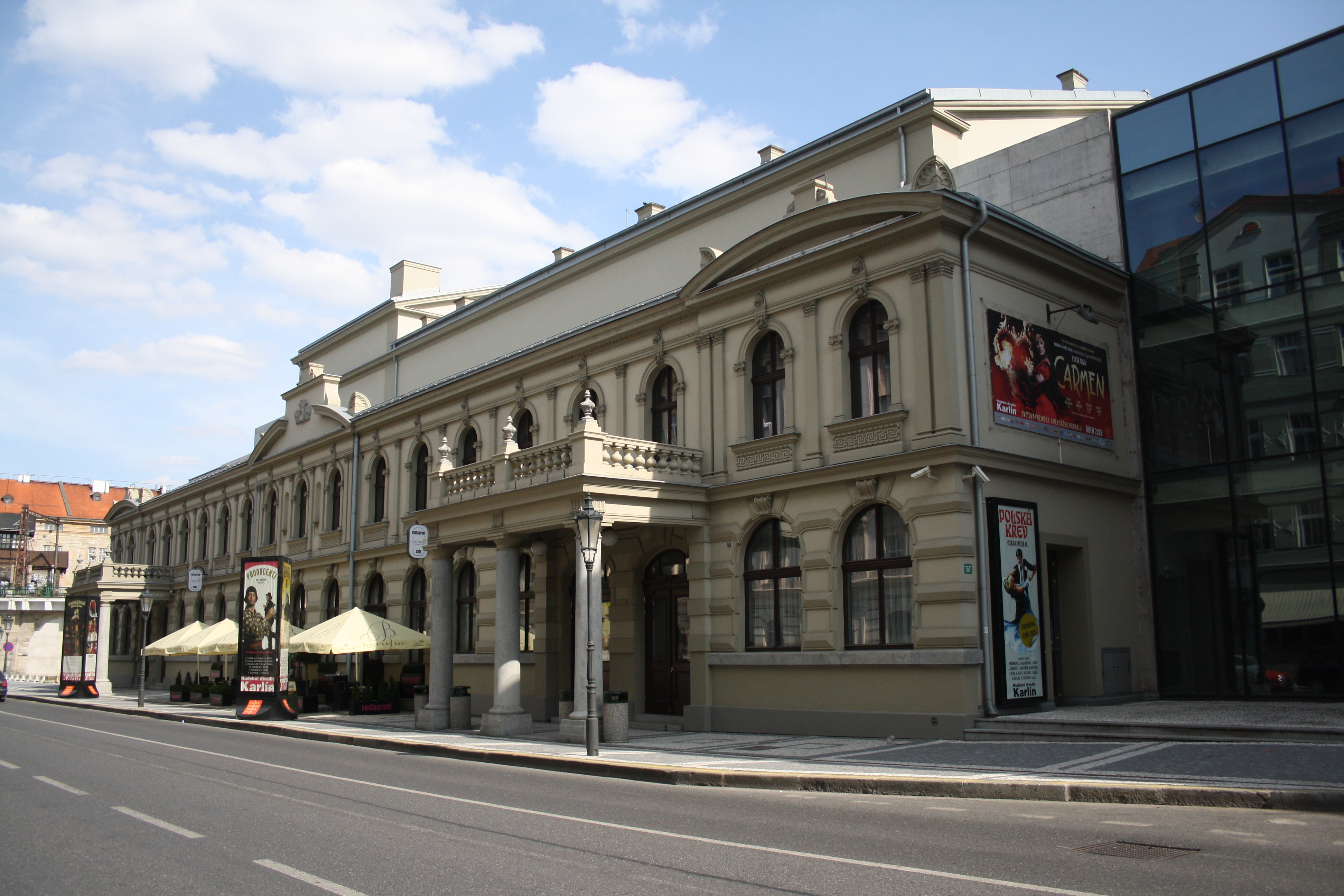
Musiktheater Karlín

Das Hudební divadlo Karlín (deutsch Musiktheater Karlín) befindet sich unweit der Metro-Station Florenc in Prag (Tschechien).
Die Eröffnung unter dem Namen Théâtre–Variété erfolgte 27. August 1881. Das Gebäude, eines der drei ältesten Theatergebäude Prags, wurde von Otto Ehlen entworfen und der Firma František Kindel innerhalb von neun Monaten erbaut. Finanziert wurde das Theater durch den späteren Eigentümer Eduard Tichý.
Das Schauspielhaus wurde mehrmals umgebaut, das erste Mal 1897 nach Plänen von Friedrich Ohmann. Aus dieser Zeit stammen die Skulpturen, die kunsthandwerkliche Ausstattung, die Deckengemälde, das vergoldete Portal und der handbemalte Theatervorhang. In den 1920er Jahren wurde der Zuschauerraum umgebaut. Die für Varietes typischen Tische und Stühle wurden durch Stuhlreihen ersetzt.